# V Mistrzostwa Świata w Lataniu Rajdowym
V Mistrzostwa Świata w Lataniu Rajdowym (inaczej: V Samolotowe Mistrzostwa Świata Rajdowo-Nawigacyjne) – zawody lotnicze Międzynarodowej Federacji Lotniczej (FAI), organizowane w dniach 29–31 maja 1986 w Castellón de la Plana w Hiszpanii, nad Morzem Śródziemnym.

## Zawodnicy
Udział w Mistrzostwach brało 57 załóg z 18 krajów, w tym ekipa polska w składzie 3 załóg (jedyna z bloku wschodniego). Oprócz Polski, udział brały ekipy z Hiszpanii (5), RFN (5), RPA (5), Włoch (5), Szwecji (4), Argentyny (4), Wielkiej Brytanii (4), Luksemburga (3), Holandii (3), Chile (3), Danii (3), Francji (3), Austrii (2), Szwajcarii (2), Maroka (1), Wenezueli (1), Irlandii (1).
W skład polskiej ekipy, na samolotach PZL-104 Wilga 35 (. nr rej. SP-AGW, SP-AGU, SP-AGZ), wchodzili:
- Krzysztof Lenartowicz (pilot) i Janusz Darocha (nawigator)
- Wacław Nycz (pilot) i Marian Wieczorek (nawigator)
- Witold Świadek (pilot) i Andrzej Korzeniowski (nawigator)

## Przebieg
W skład poszczególnych konkurencji wchodziły próby wykonywania obliczeń nawigacyjnych, regularności lotu na trasie, próby rozpoznania lotniczego i próby lądowania. Ponadto zawodnicy poddawani byli testowi wiedzy teoretycznej.
Pierwszą konkurencją rozegraną w Castellón de la Plana był przelot nawigacyjny długości 200 km, w którym zwyciężyła załoga Lenartowicz - Darocha. Witold Świadek zajął czwarte miejsce, a Wacław Nycz piąte.
Druga konkurencja to 500-kilometrowy przelot do Alicante. Na skutek panującej złej pogody w okolicach Alicante, nie wszyscy zawodnicy rozegrali konkurencję do końca, część zboczyła z trasy, a niektóre załogi lądowały po drodze po wyczerpaniu paliwa. W konkurencji tej zwyciężył Krzysztof Lenartowicz, a drugie miejsce zajął Wacław Nycz.
Trzecią ostatnią konkurencją był 300-kilometrowy przelot do Walencji, w którym zwyciężyła załoga hiszpańska pilot Carlos Eugui Aguado i nawigator Jose Anizonda. Drugie miejsce zajął Krzysztof Lenartowicz.
W zawodach zwyciężyła polska załoga Krzysztofa Lenartowicza, załoga Wacława Nycza zajęła 3 miejsce i zdobyła brązowy medal. Polska zwyciężyła również zespołowo.

## Wyniki

### Indywidualne
| #   | Pilot / nawigator                      | Państwo     | Samolot       | Suma punktów karnych |
| 1.  | Krzysztof Lenartowicz / Janusz Darocha | (Polska)    | PZL-104 Wilga | 61 pkt               |
| 2.  | Carlos Eugui Aguado / Jose Anizonda    | (Hiszpania) | ?             | 220 pkt              |
| 3   | Wacław Nycz / Marian Wieczorek         | (Polska)    | PZL-104 Wilga | 513 pkt              |
| 4.  | Witold Świadek / Andrzej Korzeniowski  | (Polska)    | PZL-104 Wilga | 513 pkt              |
| 5.  | Reinhard /?                            | (RFN)       | ?             | 563 pkt              |
| 6.  | Ralf Husemann /?                       | (RFN)       | ?             | 645 pkt              |
| 7.  | Gozdowski /?                           | (RFN)       | ?             | 835 pkt              |
| 8.  | Gerold Detter / Rudolf Schachinger (?) | (Austria)   | ?             | 886 pkt              |
| 9.  | Janer /?                               | (Hiszpania) | ?             | 1827 pkt             |
| 10. | Christer Lundholm /?                   | (Szwecja)   | ?             | 1955 pkt             |

## Zespołowo
(dwie najlepsze załogi)
1. Polska – 574 punkty karne
2. RFN – 1208 punktów karnych
3. Hiszpania – 2047 punktów karnych
4. Szwecja – 5414 punktów karnych